# 그라블로트 전투
그라블로트 전투(영어: Battle of Gravelotte, 프랑스어: Bataille de Gravelotte, 독일어: Schlacht bei Gravelotte)는 1870년 8월 18일 프로이센-프랑스 전쟁 과정에서 벌어진 최대 규모의 전투이다. 프랑스 로렌의 그라블로트 마을에서 이름을 따왔으며, 메스에서 서쪽으로 약 9.7km 떨어진 지역에서 벌어졌다. 그라블로트-생프리바 전투(영어: Battle of Gravelotte–St. Privat), 생프리바 전투(프랑스어: Bataille de Saint-Privat), 또는 아망빌 전투(프랑스어: Bataille d'Amanvillers)라는 명칭으로도 불린다.
마르스라투르 전투에서 서쪽으로 퇴각하던 프랑스군을 가로막은 프로이센군은 프랑스군을 완전히 섬멸하기 위해 포위망을 좁혀나갔다. 빌헬름 1세 국왕이 직접 지휘에 나선 독일 연합군은 북독일 연방의 프로이센 제1군과 제2군을 주력으로 하였으며, 보병대대 210부대, 기병대 133부대, 중포 732문을 합쳐 총 188,332명 규모의 장병을 동원하였다. 프랑수아 아시유 바젠 원수가 지휘하는 프랑스 라인 방면군은 고지대에 참호를 파고 방어선을 구축했다. 이 방어선의 좌익은 남쪽의 로제리외유 마을에, 우익은 북쪽의 생프리바에 있었다.
8월 18일 카를 프리드리히 폰 슈타인메츠 장군이 지휘하는 프로이센 제1군은 포병과 기병의 지원과 함께 제7군단과 제8군단을 진격시켜 프랑스 진지를 공격하였다. 그러나 이날 공격은 미트라이외즈 기관총을 동원한 프랑스 보병대 앞에 큰 사상자를 내며 실패로 돌아갔다. 슈타인메츠의 프로이센 제1군은 타격을 입었으나 프랑스군도 반격에 나서지는 않았다. 16시 50분, 프로이센 좌측진영에서 프로이센 근위대가 생프리바의 프랑스 진지를 공격하였다. 프리드리히 카를 공자가 이끄는 프로이센 제2군의 제2군단과 작센 제12군단이 지원하는 가운데, 20시경 프로이센 근위대가 큰 사상자를 감수하며 생프리바를 점령하며 프랑스 방어선의 우익 방면을 밀어냈다.
프랑수아 바젠의 라인 방면군은 8월 19일 아침 메스의 요새로 철수하였다. 그라블로트 전투에서 독일군에 승리를 내줌에 따라 바젠의 방어군은 서쪽의 베르됭으로 후퇴할 수 있는 마지막 기회를 놓치게 되었다. 이후 두 달 넘게 포위전이 이어진 끝에 1870년 10월 27일 라인 방면군은 완전 항복하게 된다.

## 배경
1870년 8월 프리드리히 카를 폰 프로이센 공자가 지휘하는 독일 제2군은 프랑수아 아시유 바젠 원수가 지휘하는 프랑스 라인 방면군의 우익 방면과 맞닥뜨려 전투를 벌였고 양측 모두 승리를 주장했다. 바젠 원수의 프랑스 라인 방면군 4개 군단은 궂은 날씨 속에 베르됭으로 향하는 도로를 따라 퇴각했다. 독일군은 라인 방면군이 스당의 프랑스군과 합류하는 것을 막기 위해 맹렬한 추격에 나섰다.
추격에 나선 프로이센 제1군과 제2군은 프랑스군 4개 군단보다 더 큰 규모의 포병과 군병력, 탄약을 확보하고 있었다. 프로이센군의 압박으로 프랑수아 바젠은 모젤강 동쪽의 완만한 구릉지에 올라 진지를 구축해야 했다. 남쪽 좌익은 로제리외유 마을에, 북쪽 우익은 생프리바에 배치했다. 프랑스군에게는 이렇다 할 참호 구축 장비가 없었지만, 바젠은 방어군이 울타리와 낮은 담 뒤에 숨어 있고, 마을과 농가에 자리 잡고 있어 이 지점이야말로 난공불락이라고 여겼다.
전장은 메츠 위의 모젤강을 따라 늘어선 숲에서부터 오른강 근처의 롱쿠르까지 확장되었다. 전투를 좌우할 다른 마을로는 생프리바 (Saint Privat), 아망빌레르 (Amanvillers), 생트마리오셴 등이 있었으며, 이들 모두 그라블로트 북쪽에 위치했다.

## 전투

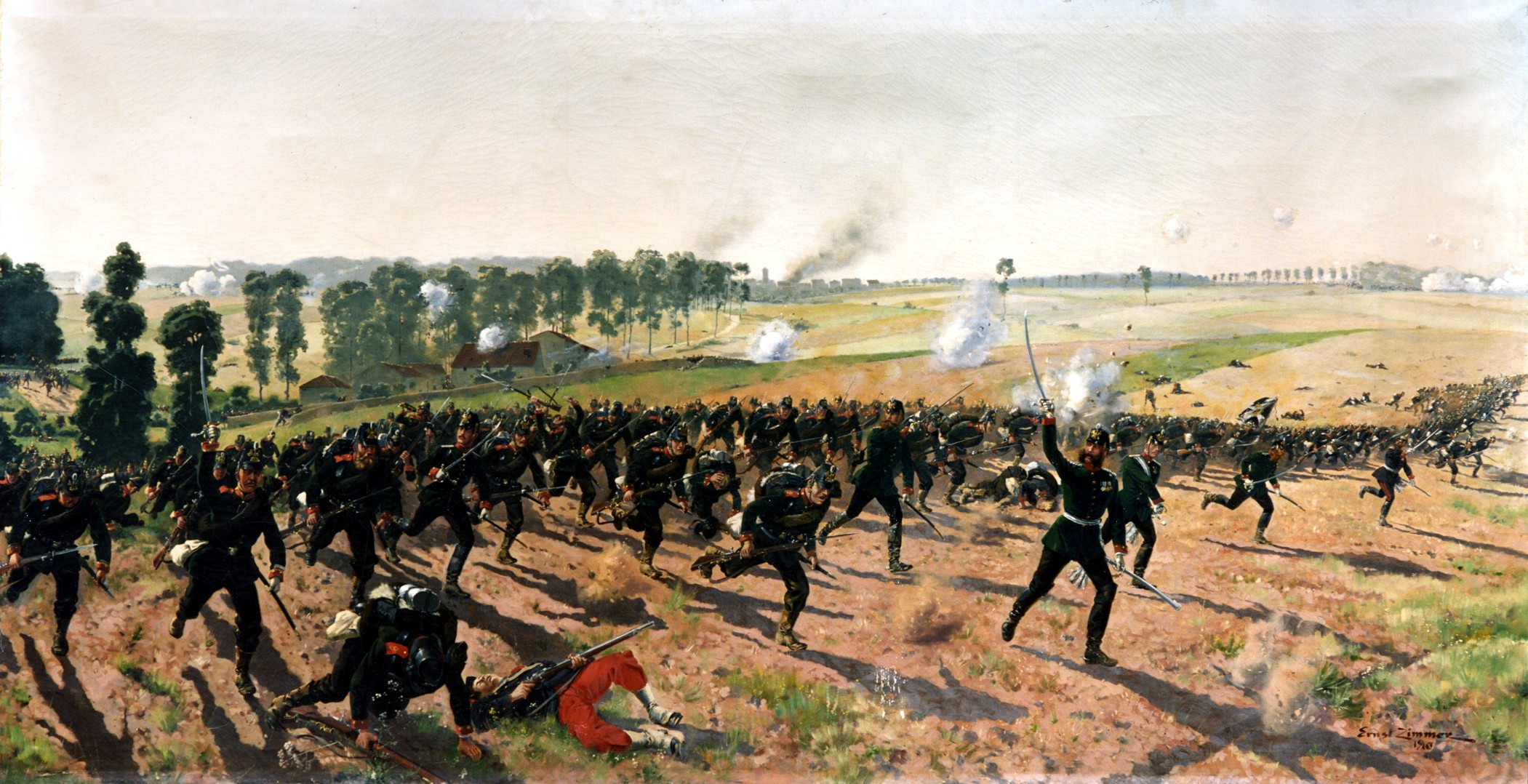
그라블로트 전투에 참여한 라우엔부르크 제9엽병대대 (에른스트 치머 작품)

프랑스 기병대는 프로이센군의 추격 속도가 어느 정도인지 파악하지 못했다. 8월 18일 오전 8시, 프로이센의 빌헬름 1세 국왕은 참모총장 몰트케에게 제1군과 제2군을 프랑스 진지로 진격시키라는 명령을 내렸다. 12시에는 알브레히트 구스타프 폰 만슈타인 장군이 헤센 제25보병사단 소속 포병대를 거느리고 아망빌레르 마을로 진격하였다. 이 때 독일군은 프랑스군의 샤스포 소총과 미트라이외즈 속사포의 우월한 화력에 그대로 노출되었으며, 본인들이 장비하고 있던 드라이제 총으로 반격할 사거리에 닿지 못하고 고스란히 피해를 입었다. 14시 30분, 제1군 사령관 카를 프리드리히 폰 슈타인메츠 장군은 제8군단에 만스 계곡을 건너 공격하라는 지시를 내렸으나 곧 프랑스군의 소총과 속사포 공격에 발이 묶였다. 15시에는 공격지원으로 소집된 독일 제7군단과 제8군단 소속 크루프제 강철 후장포가 사격을 개시하였다. 그러나 공격이 계속 실패하면서 16시를 기해 슈타인메츠는 제7군단에 전진을 명령했고, 제1기병사단이 그 뒤를 따랐다.

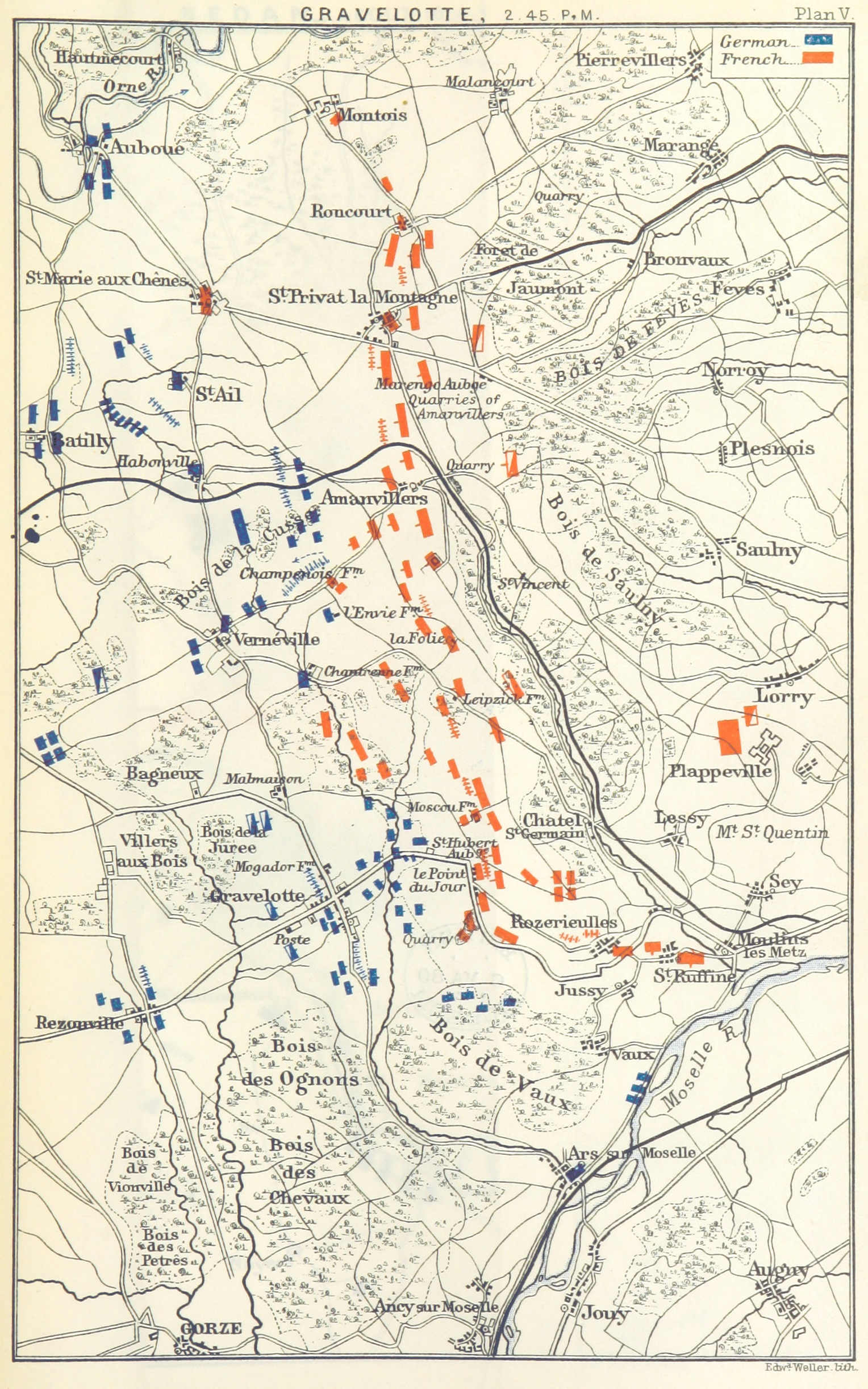
오후 2시 45분 프랑스군과 독일군의 배치 상황

16시 50분, 프로이센군의 남측 공격이 지지부진해지자 제2군 소속 프로이센 제3근위보병여단이 프랑수아 세르탱 드 캉로베르 원수가 이끄는 생프리바의 프랑스 진지를 공격하기 시작하였다. 17시 15분에는 프로이센 제4근위보병여단이 진격에 합류했고, 17시 45분에는 프로이센 제1근위보병여단이 뒤따랐다. 공격에 나선 프로이센 근위대는 프랑스군의 총격에 사상자를 내고 경사면에 발이 묶였다. 18시에는 빌헬름 1세 국왕이 공격 재개를 명령했다. 18시 15분, 제1근위보병사단의 마지막 부대인 프로이센 제2근위보병여단이 생프리바 공격에 투입되었고, 동시에 슈타인메츠는 제1군 예비대의 마지막 부대에 만스 계곡을 건너라고 명령했다. 18시 30분에는 제7군단과 제8군단의 상당수가 공황 상태에 빠져 목표 달성 없이 전투에서 이탈하여 레종빌의 프로이센 진지로 철수했다.
제1군의 부분 철수에 따라 프리드리히 카를 공자는 근위대 공격마저 실패하는 것을 막기 위해 생프리바에 있는 캉로베르의 진지에 대규모 포격을 명령했다. 19시 에두아르트 폰 프란세키의 제2군 휘하 제2군단 제3사단이 계곡을 건너 진격했고, 동시에 작센 제12군단은 인근 롱쿠르 마을을 소탕했으며, 제1근위보병사단 생존자들과 함께 폐허가 되어버린 생프리바 마을에 새로운 공격을 개시했다. 20시 제2군단 소속 프로이센 제4보병사단이 도착한 데 이어 프로이센군의 우익이 만스 계곡에 위치하게 되면서 전선이 안정되었다. 이어서 제1근위보병사단, 제12군단, 제2군단의 프로이센군이 생프리바를 점령하며 전멸 상태의 프랑스군을 퇴각시켰다.
일부 프랑스 장교들은 프로이센군이 지쳤다고 오판하여 역공을 촉구했다. 그러나 부르바키 장군은 탄약이 바닥났고, 프로이센 포병대로부터 측면이 노출되었으며, 병력의 1/4을 잃은 시점에서 지금의 전황은 '패배'라는 정당한 판단을 내리며 프랑스 구근위대 예비대의 전장 투입 명령을 거부하였다. 22시에는 밤새도록 전장 전반에 걸쳐 이어지던 사격이 거의 멈추었다. 다음날 아침, 프랑스 라인 방면군은 지친 상태에서 메스로 퇴각하였으며, 그곳에서 독일군에 두 달간 포위된 끝에 항복할 수밖에 없었다.

## 결과

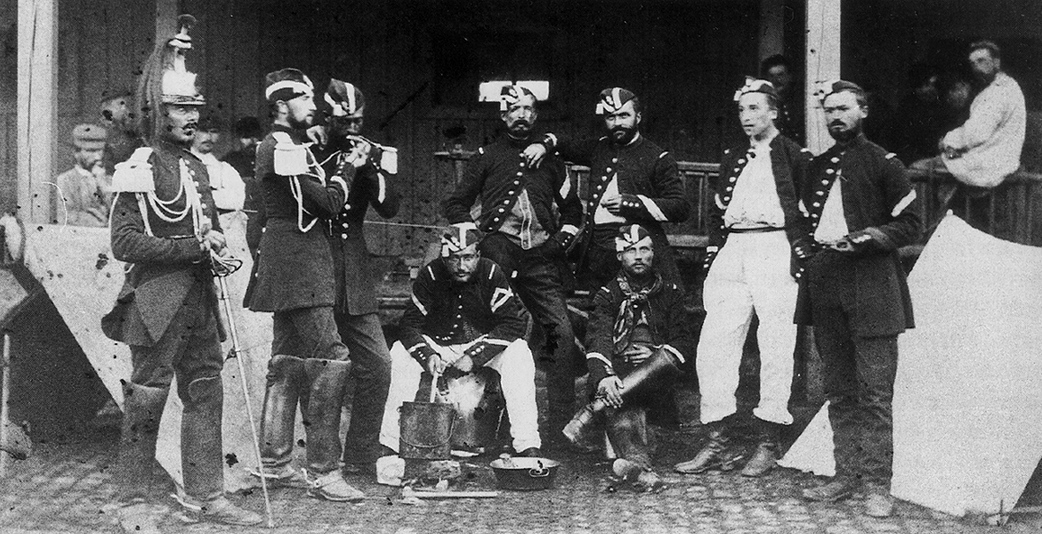
메스에 주둔한 프랑스의 흉갑기병

그라블로트 전투는 바젠의 라인 방면군이 베르됭으로 가는 길을 차단하는 데 성공했다는 점에서 프로이센의 승리로 평가된다. 전투에서 승리한 지 머지않아 프로이센군은 바젠의 군대를 도시 안에 가두었고 공방전으로 이어졌던 것이다.
그라블로트 전투의 사상자는 심각한 편이었다. 8월 18일 전투에서 프로이센-헤센 연합군의 사상자, 실종자 규모는 총 20,163명으로 집계됐다. 프랑스군은 전사자 1,146명, 부상자 6,709명, 포로(이 중 절반은 부상자) 4,420명으로 총 12,275명의 사상자를 냈다. 다만 이에 대해 하워드(Howard)의 1991년 논문에서는 프랑스 측 사상자 기록이 '불완전하다'고 평가하고 있다.
프로이센군의 사상자는 프랑스군의 샤스포 (Chassepot) 소총에, 프랑스군의 사상자는 프로이센 포병대의 크루프제 포탄에 맞아 쓰러진 것이 대부분이었다. 사상자 내역을 보면 프로이센군의 사상자가 더 컸는데, 슈타인메츠의 프로이센 제1군은 푸앵트뒤주르 (Pointe du Jour) 앞에서 4,300명을 잃은 반면, 그에 맞섰던 프랑스군은 2,155명의 사상자를 냈다. 프로이센 근위군단의 손실은 더욱 커서 전체 군병력 18,000명 가운데 사상자는 8,000명에 달했다. 근위대대는 장교 총 700명 중 19명, 군의관 1명, 병사 431명이 전사, 부상, 실종된 것으로 집계됐다. 프로이센 제2근위보병여단은 장교 39명과 병사 1,076명을, 제3근위보병여단은 장교 36명과 병사 1,060명을 잃었다. 프랑스군의 경우 생프리바를 사수하던 부대가 마을 내에서 병력의 절반 이상을 잃었다.

## 참고 문헌
- “Battlefield Pictures”. 2014년 5월 14일에 원본 문서에서 보존된 문서. 2015년 6월 8일에 확인함.
- Elliot-Wright, Philipp (1993). 《Gravelotte-St-Privat 1870》. London: Osprey Publishing. ISBN 1-85532-286-2.
- Hindenburg, Marshal von (1921). 《Out of my life》 1. 번역 F. A. Holt. New York: Harper & Brothers.
- Howard, M. (1991). 《The Franco-Prussian War: The German Invasion of France 1870–1871》. New York: Routledge. ISBN 0-415-26671-8.
- Moltke, Field Marshal Count Helmuth von (1892). 《The Franco-German War of 1870》. New York: Harper and Brothers.
- Ollier, Edmund (1873). 《Cassell's history of the war between France and Germany, 1870-1871》 1. London: Cassell, Petter & Galpin.

## 관련 문헌
- Welsh, William E. "Victory At A Dreadful Cost." Military Heritage. (Sep 2014), Vol. 16 Issue 2, p56-63.